# Озёрный (Усольский район)
Озёрный — посёлок в Усольском районе Иркутской области России. Входит в состав Тельминского муниципального образования. Находится примерно в 14 км к западу от районного центра.

## Население
По данным Всероссийской переписи, в 2010 году в посёлке проживало 58 человек (28 мужчин и 30 женщин).